# Charlotte Marie af Slesvig-Holsten-Sønderborg-Augustenborg
Charlotte Marie af Slesvig-Holsten-Sønderborg-Augustenborg (5. september 1697 – 30. april 1760) var en dansk-tysk prinsesse, der var hertuginde af Slesvig-Holsten-Sønderborg-Glücksborg. Hun var datter af hertug Frederik Vilhelm af Slesvig-Holsten-Sønderborg-Augustenborg og blev gift med hertug Philip Ernst af Slesvig-Holsten-Sønderborg-Glücksborg.

## Biografi
Charlotte Marie blev født den 5. september 1697 i Augustenborg på Als som det andet barn og ældste datter af hertug Frederik Vilhelm af Slesvig-Holsten-Sønderborg-Augustenborg i hans ægteskab med Sophie Amalie Ahlefeldt.
Hun blev gift den 17. oktober 1726 i Augustenborg med sin fætter Philip Ernst af Slesvig-Holsten-Sønderborg-Glücksborg. Der blev ikke født børn i ægteskabet.
Hertug Philip Ernst døde efter blot tre års ægteskab den 12. november 1729 i Glücksborg. Charlotte Marie overlevede sin mand med 30 år og døde den 30. april 1760 i Augustenborg.

## Eksterne links
- Hans den Yngres efterkommere